# 白水大池公園

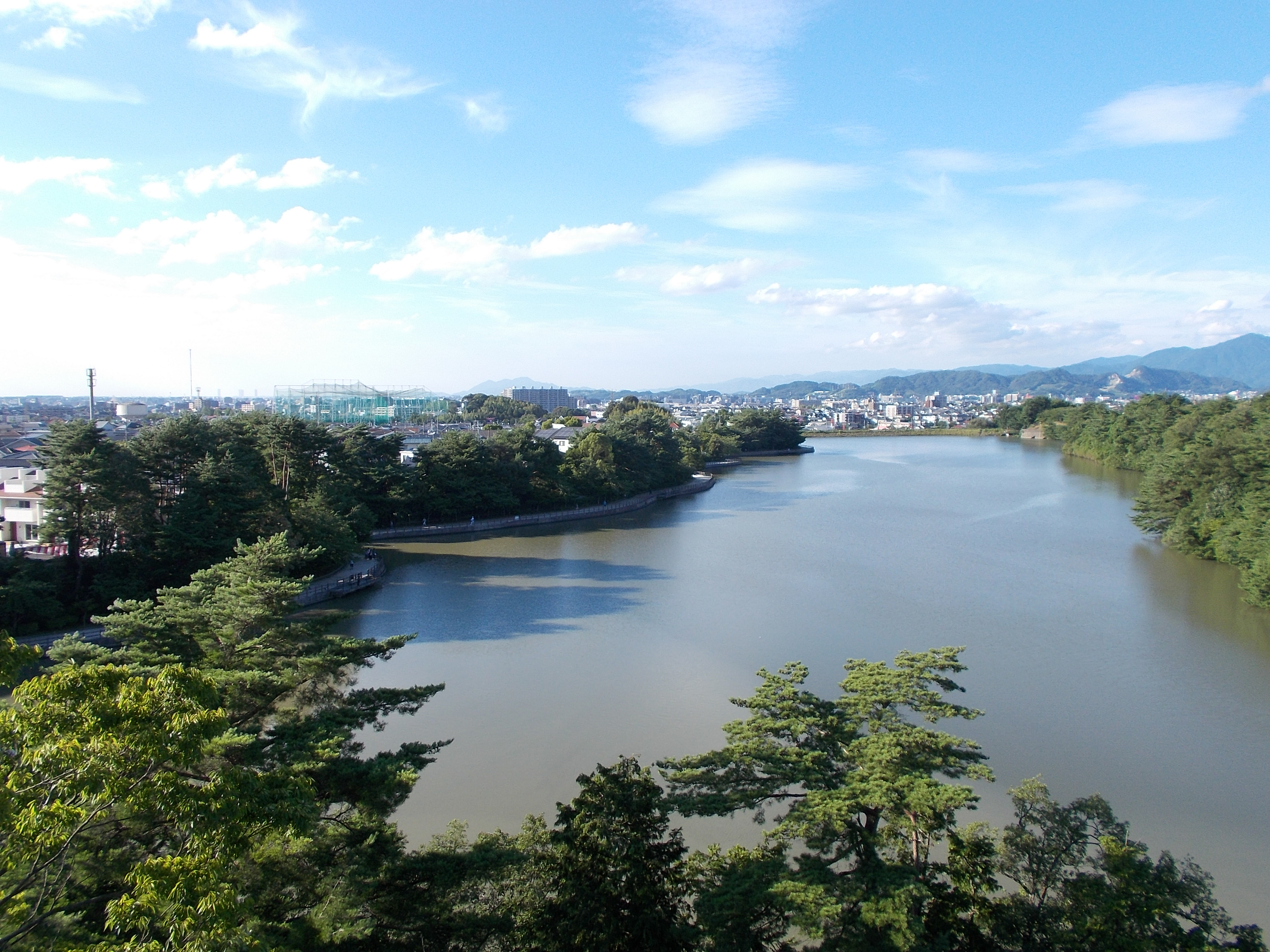
白水池の全景

白水大池公園（しろうずおおいけこうえん）は、福岡県春日市にある公園である。

## 概説
粕屋町の駕与丁池、直方市の感田池と並んで筑前三大大池のひとつに数えられるため池「白水池」と、周辺の自然林とが一体となった公園。敷地面積は16ヘクタールあり、 池の周りを囲む2.1kmの遊歩道、噴水、多目的広場、高さ13メートルの展望台などが設けられている。また、桜の名所としても知られている。

## 公園施設
- 噴水広場
- ちびっ子広場
- 多目的広場
- 芝生広場
- 星の館（天文台）
- 展望台

## 利用情報
- 所在地

福岡県春日市下白水209
- 入園料

無料。ただし多目的広場の使用は有料。
- 開園時間

入園自由。ただし駐車場の利用時間は午前9時～午後10時。
- 休園日

なし。ただし、多目的広場は1月5日～6月19日、7月21日～10月14日、11月16日～12月27日のみ利用可能。

## 交通アクセス
- 西鉄天神大牟田線春日原駅かJR九州鹿児島本線春日駅から西鉄バス惣利南口ゆきもしくは月の浦営業所ゆきに乗車し「松ケ丘入口」下車すぐ。
- JR西日本博多南線博多南駅からやよい上白水線に乗車し「白水大池公園ちびっこ広場前」下車すぐ。
- マイカーの場合、九州自動車道太宰府インターチェンジから4.5㎞。
- 駐車場あり

## ギャラリー

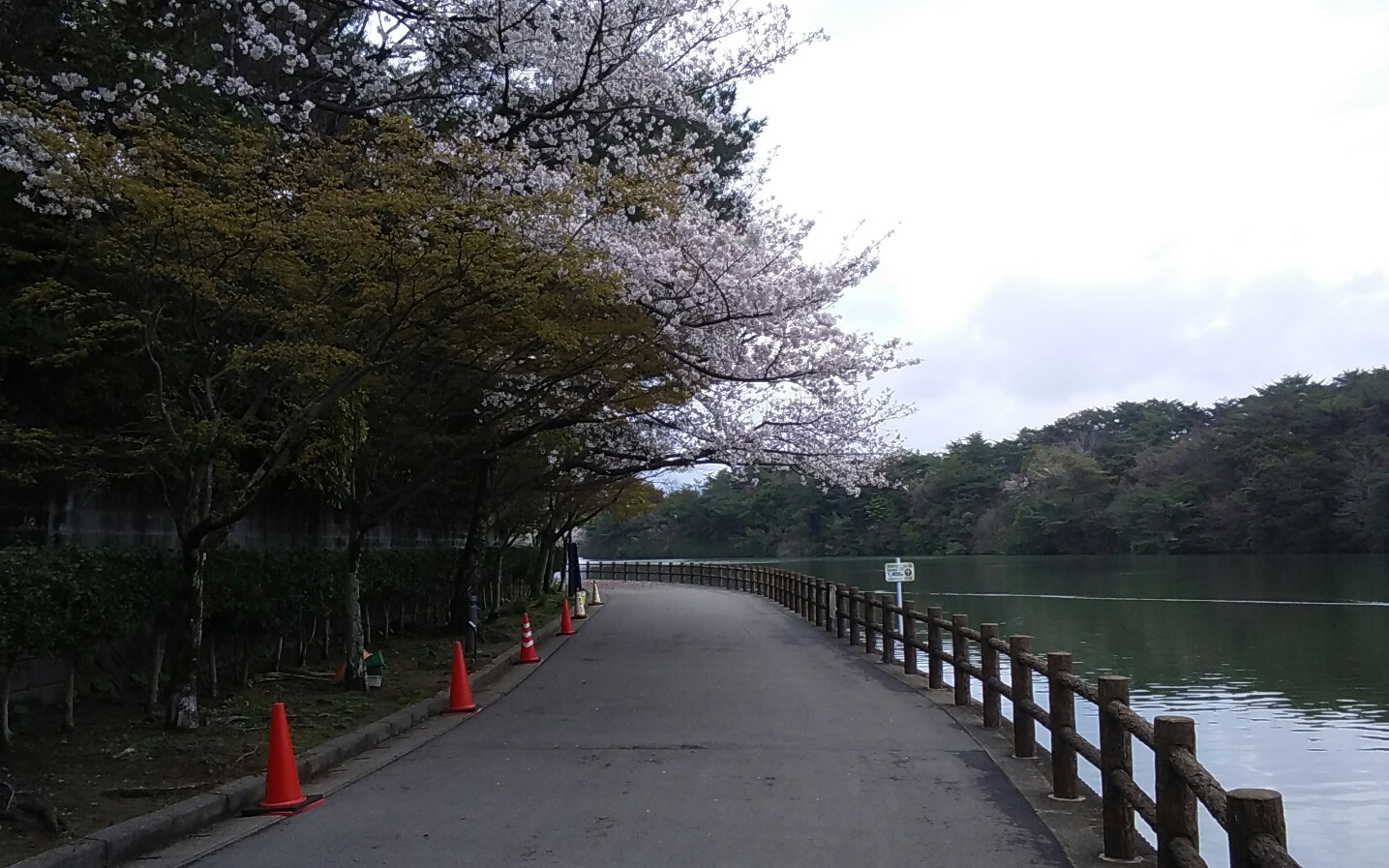
池と遊歩道
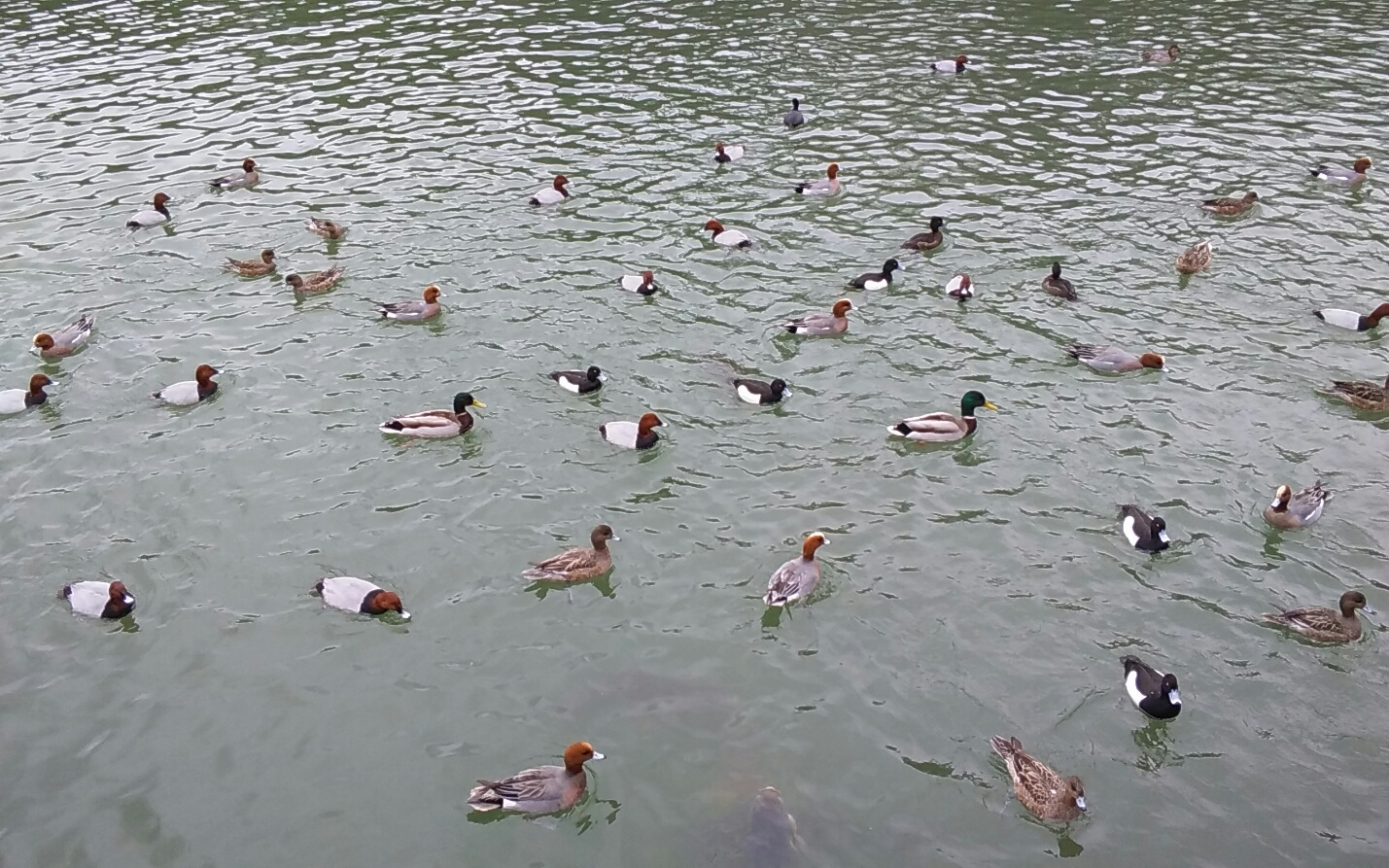
池にいるカモ
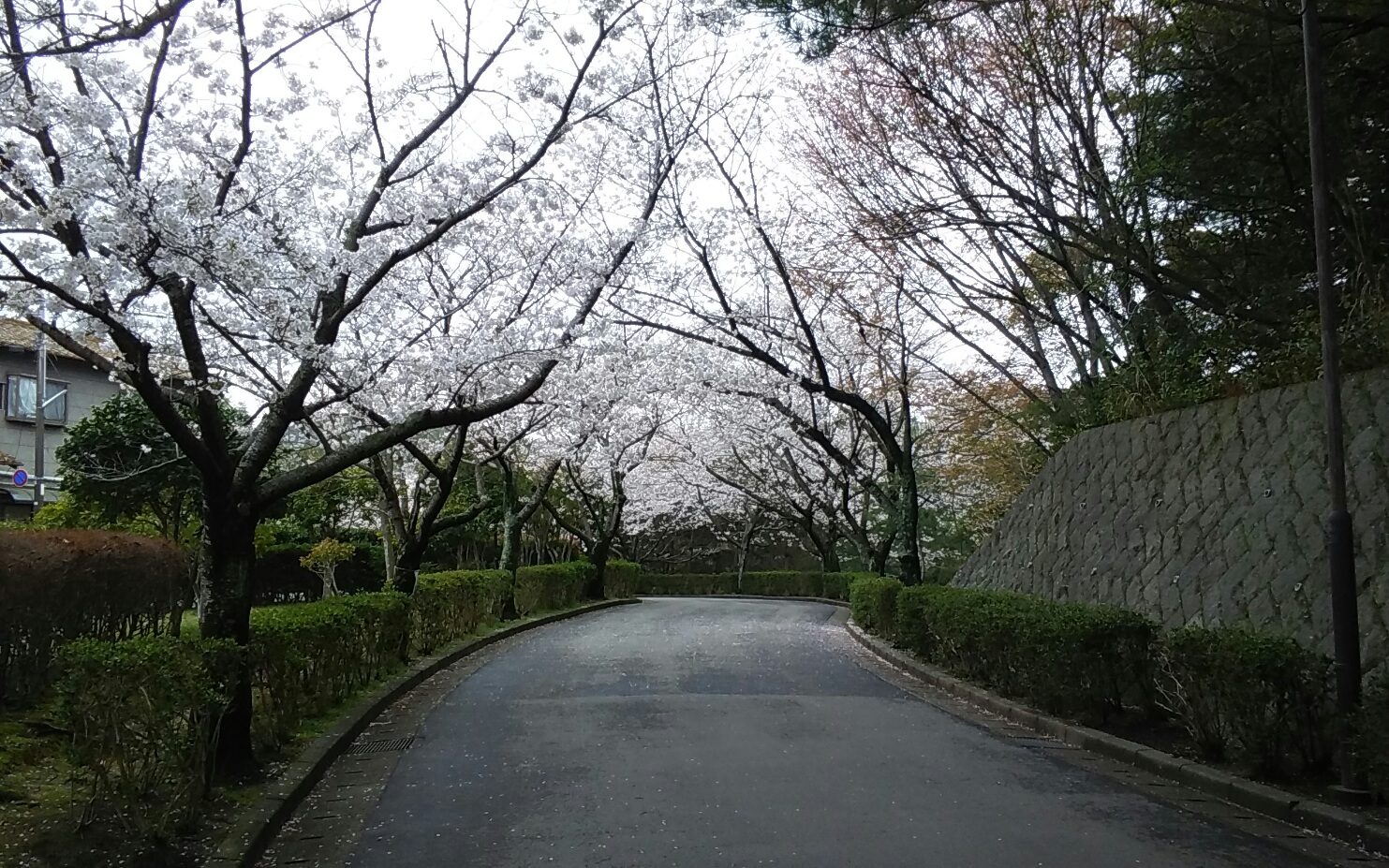
遊歩道の桜
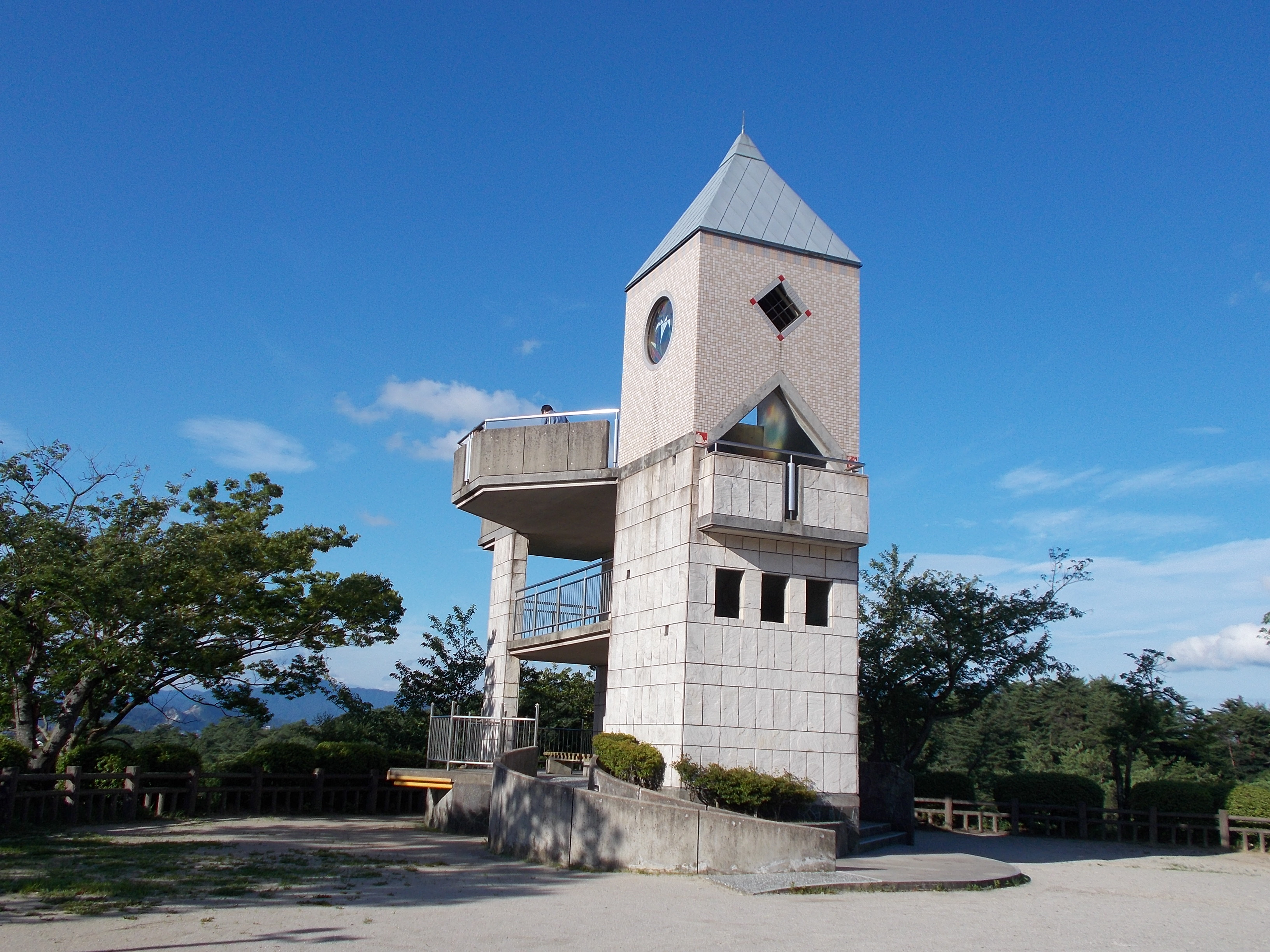
展望台
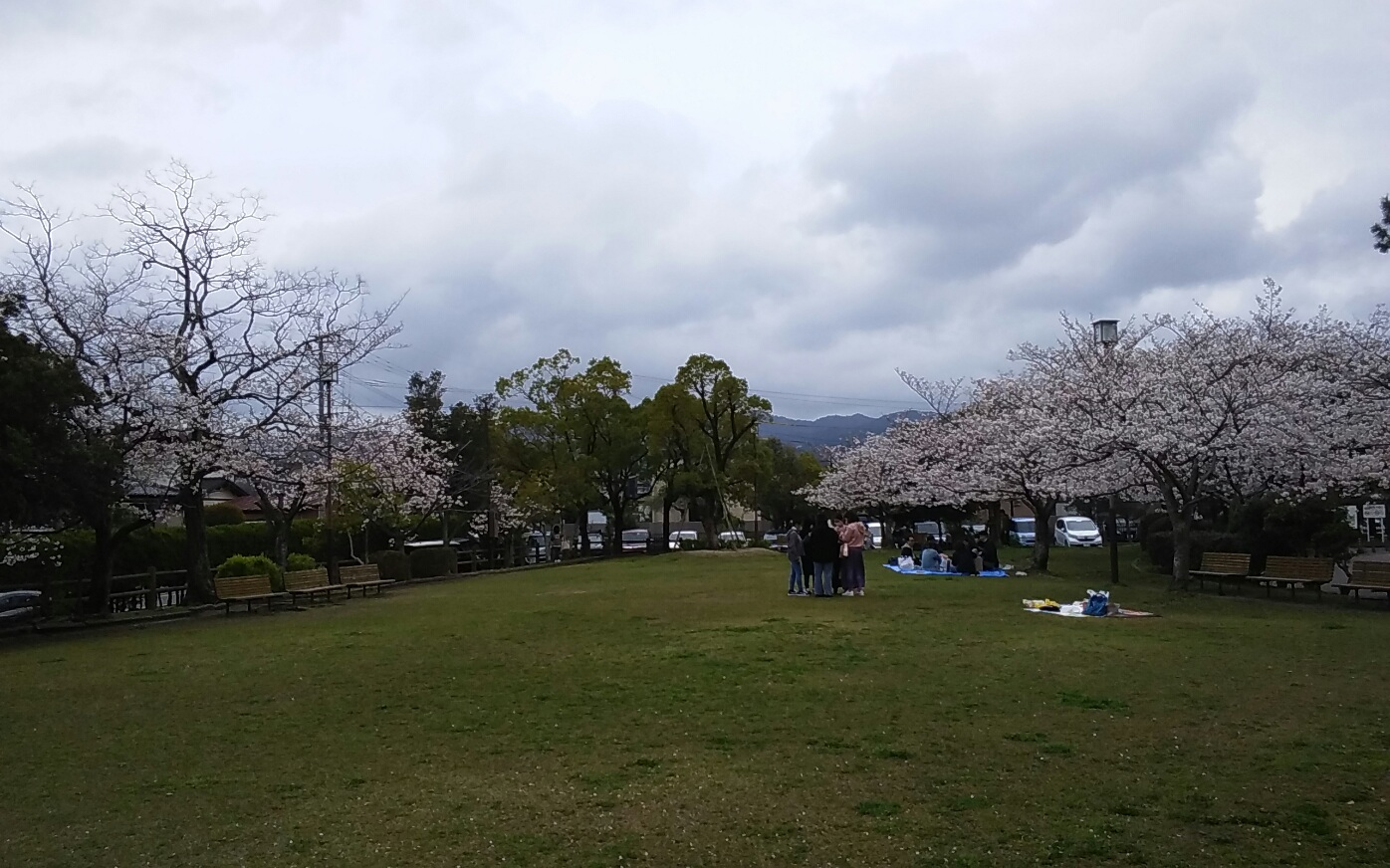
芝生広場
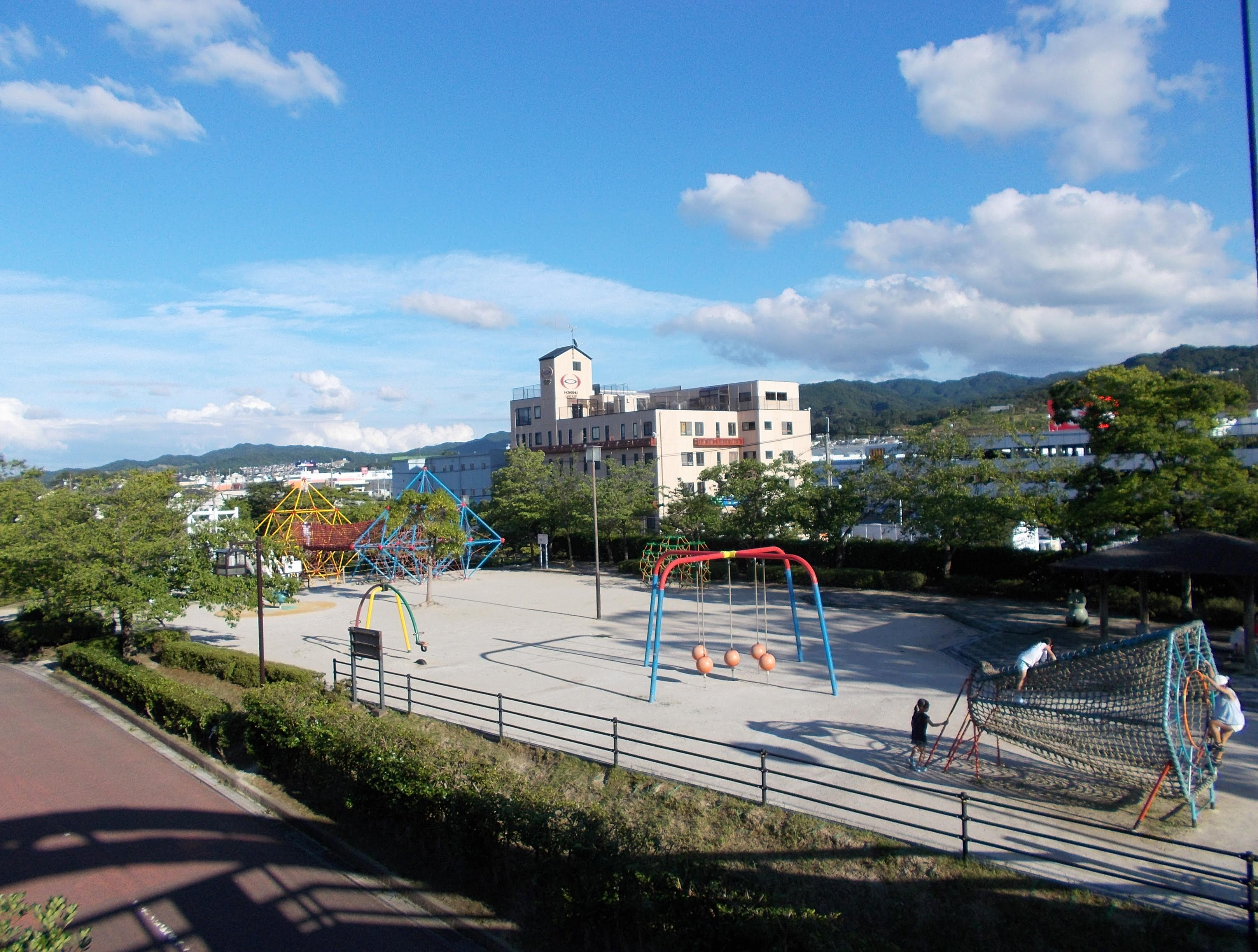
ちびっ子広場
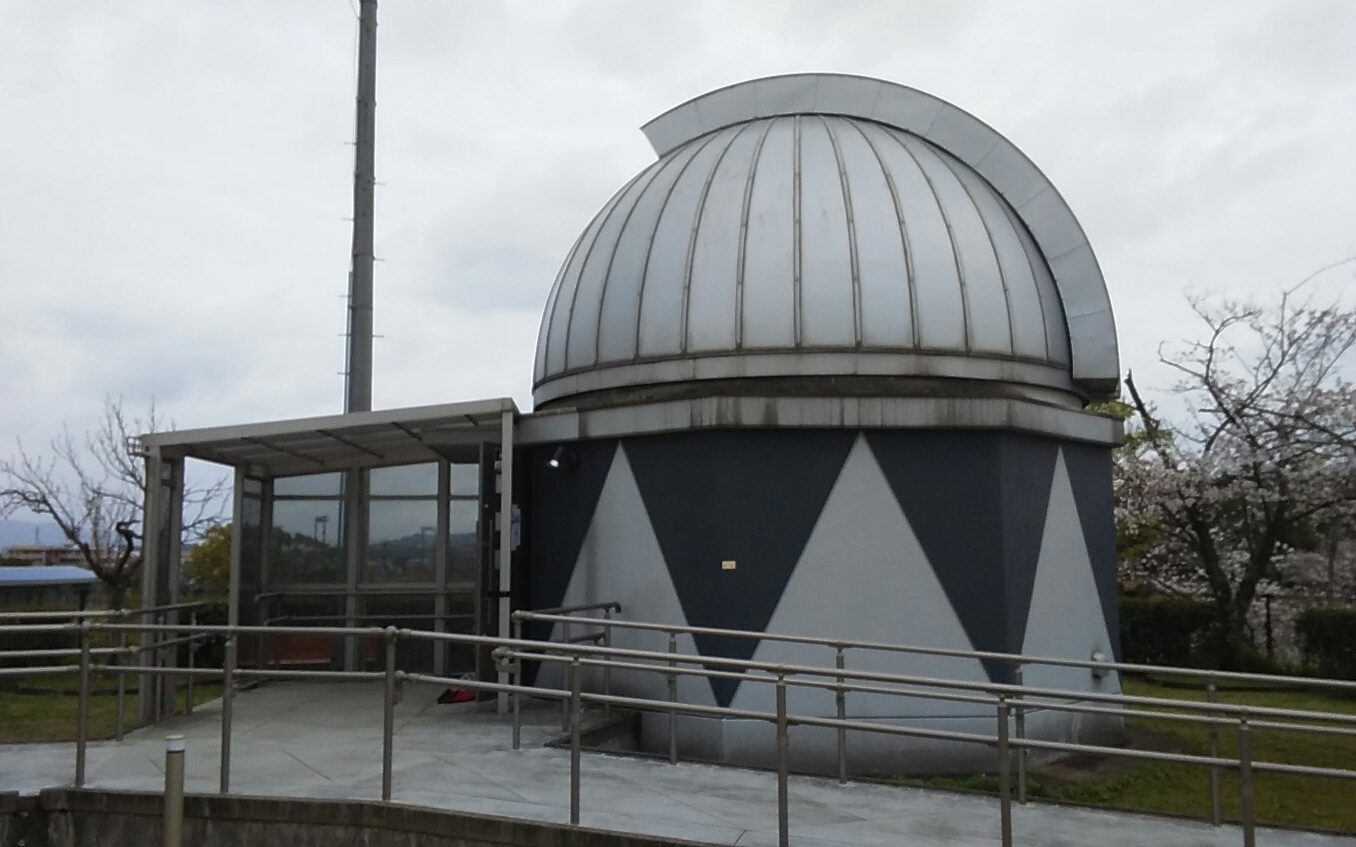
星の館
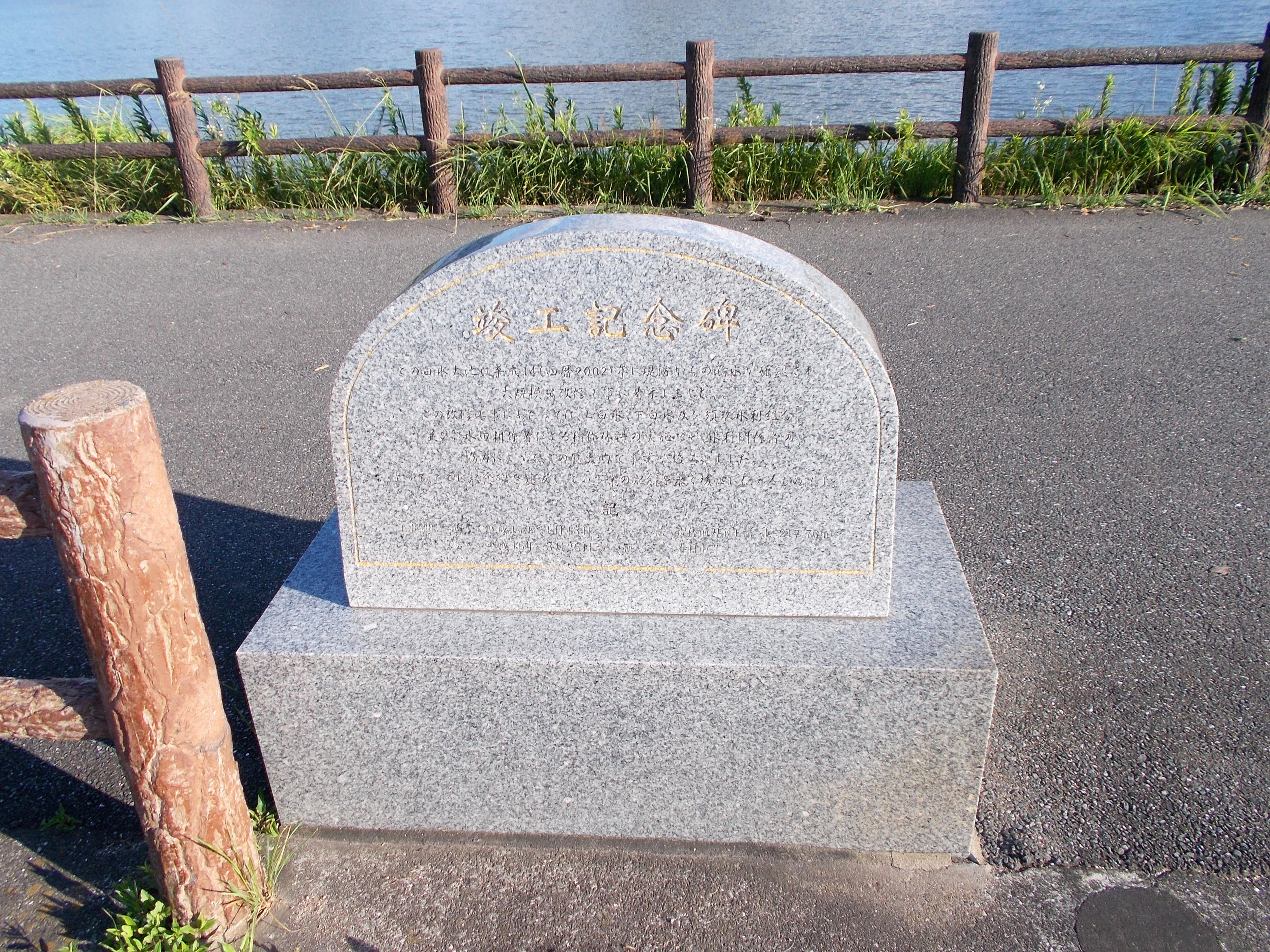
大規模改修工事竣工記念碑
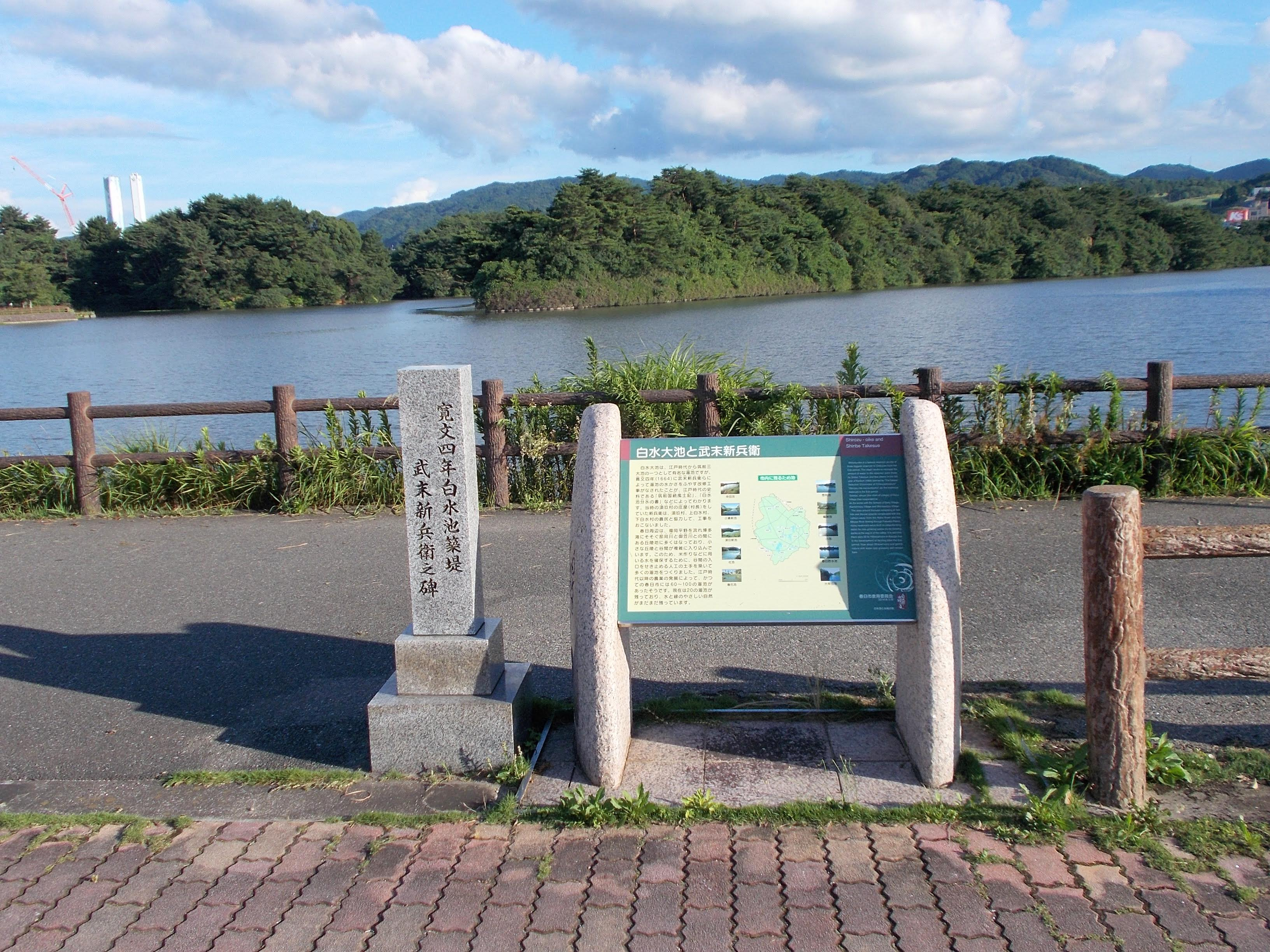
「寛文四年白水池築堤武末新兵衛之碑」
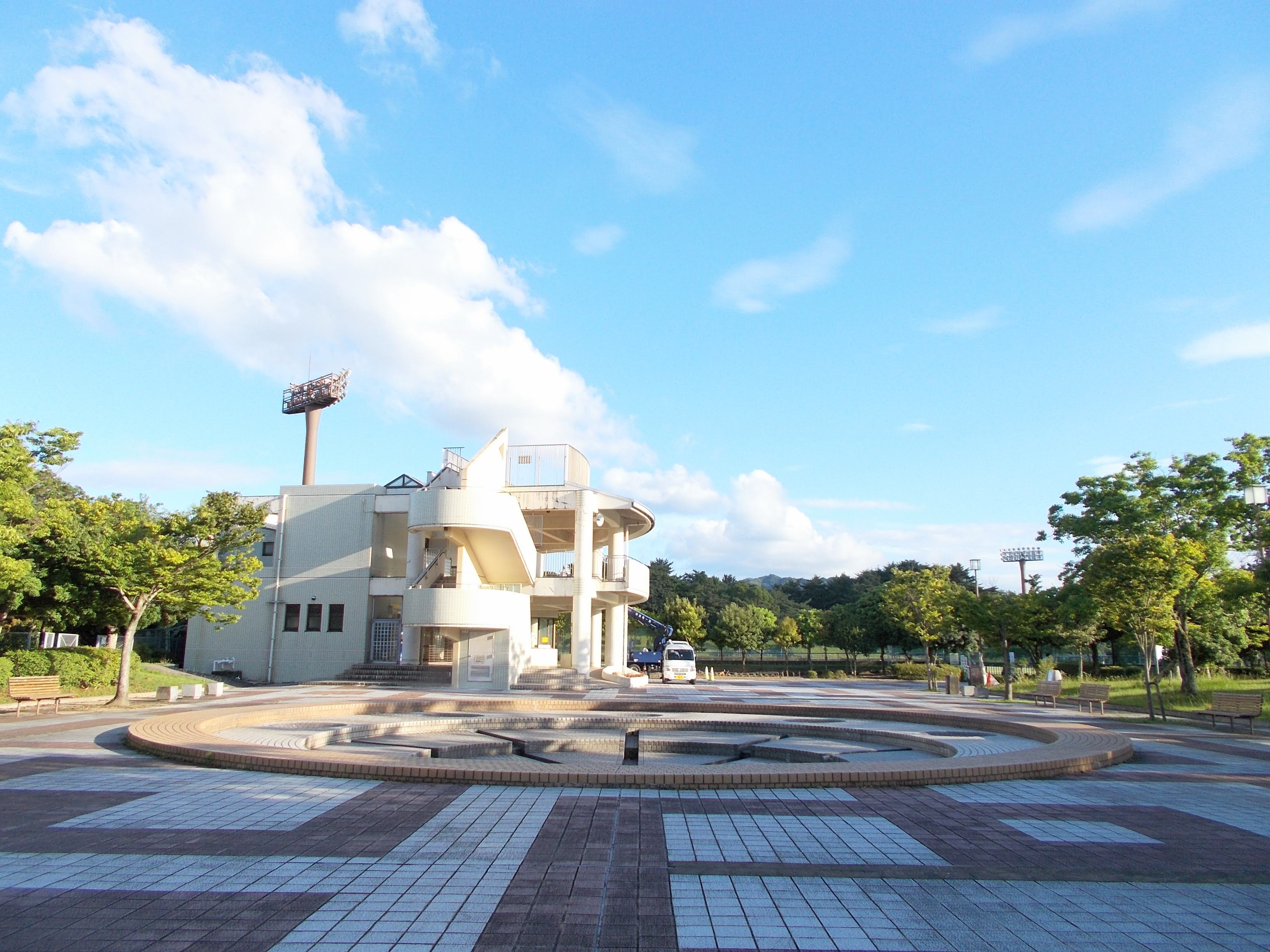
管理事務所と噴水広場